# Syngramma vittiformis
Syngramma vittiformis är en kantbräkenväxtart som beskrevs av John Smith. Syngramma vittiformis ingår i släktet Syngramma och familjen Pteridaceae. Inga underarter finns listade.